# 22645 Rotblat
22645 Rotblat este un asteroid din centura principală de asteroizi.

## Descriere
22645 Rotblat este un asteroid din centura principală de asteroizi. A fost descoperit pe 26 iulie 1998 la Stația Anderson Mesa în cadrul programului LONEOS. Asteroidul prezintă o orbită caracterizată de o semiaxă mare de 2,38 ua, o excentricitate de 0,20 și o înclinație de 1,9° în raport cu ecliptica.